# Petrobras Energía
Petrobras Energía est une entreprise argentine filiale de l'entreprise brésilienne Petrobras, et faisant partie du Merval, le principal indice boursier de la bourse de Buenos Aires.